# Draga (Velika)
Draga is een plaats in de gemeente Velika in de Kroatische provincie Požega-Slavonië. De plaats telt 266 inwoners (2001).